# Свјатослав II Јарославич
Свјатослав II Јарославич (рус. Святослав II Ярославич; 1027 — 27. децембар 1076) био је велики кнез Кијева од 1073. до 1076. године.

## Детињство и младост
Свјатослав је био четврто дете Јарослава Мудрог и Ингегерде Шведске. Рођен је 1027. године. Крштено име било му је Николај. Повест минулих лета пише да је Свјатослав живео у Владимиру (данашњи град Володимир у Украјини) када му је отац Јарослав био болестана. Отац му је око 1040. године поверио управу над Владимиром. Пред смрт, Јарослав је поделио својим синовима најважније градове Кијевске Русије. Имао је петорицу синова: Изјаслава, Свјатослава, Всеволода, Игора и Вјачеслава. Свјатославу је припао Чернигов.

## Тријумвират
Јарослав умире 20. фебруара 1054. године. Тројица његових синова, Свјатослав, Изјаслав и Всеволод, заједнички су владали Кијевском Русијом. Браћа су блиско сарађивала наредних година. Године 1059. ослободили су свога стрица Судислава кога је Јарослав послао у тамницу око 1035. године. Следеће године су покренули заједнички поход против Огуза. Огузи су се повукли без отпора. Исте године, далеки рођак тријумвира, Всеслав од Полоцка напада Псков. Удружене снаге тројице браће заробиле су га на састанку у Орши почетком јуна 1066. године.
Две године касније Русију је погодио напад Кумана. Кумани су поразили војску кнежева код реке Алме. Свјатослав се повукао у Чернигов како би прегруписао трупе. Потом се вратио на бојно поље и поразио Кумане код града Сновска 1. новембра. Истовремено, грађани Кијева свргли су Свјатославовог брата Изјаслава и протерали га из града. Свјатослав је послао свога сина Глеба да преузме власт у Новгороду. Изјаслав се вратио са појачањем састављеним од Пољака. Свјатослав и Всеволод били су спремни на договор. Изјаслав није допустио Пољацима да уђу у град, али су многи његови противници заклани или осакаћени. Изјаслав је намеравао казнити и Антонија Печерског, оснивача Кијевско-печерске лавре, који је помагао његове противнике, али су га Свјатослав и Всеволод склонили у Чернигов.
Након склапања договора између браће, тријумвират је обновљен. Браћа су заједно посетила Вишгород где су се налазиле мошти њихових светих стрићева - Бориса и Глеба (1072. године). Већина историчара се слажу да су браћа проширила законик њиховог оца. Тачан датум, међутим, није познат.

## Велики кнез Кијева
Тријумвират није био дугог века. Повест минулих лета пише да је између браће избио сукоб те да су се Свјатослав и Всеволод ујединили против Изјаслава и 22. марта 1073. године га протерале из Кијева. Хроничар је кривицу свалио на Свјатослава за кога казује да је био главни покретач протеривања. Теодосије Печерски критиковао је Свјатослава због узурпације престола. Међутим, непосредно пред смрт (1074. године), Печерски и Свјатослав су се измирили и кнез је подржао оснивање цркве посвећене Богородици у Кијеву.
Свјатославова владавина била је кратка и једнолична. Његов брат Изјаслав побегао је у Пољску одакле га је Болеслав II, Свјатославов сестрић, избацио. Потом је помоћ потражио од светоримског цара Хенрика IV. Године 1077. Свјатослав је послао Болеславу војну помоћ за његову борбу против Чеха.
Свјатослав је умро 27. децембра 1077. године у Кијеву. Повест минулих лета пише да је умро од апсцеса. Сахрањен је у катедрали у Чернигову. Изјаслав је након Свјатославове смрти обновио своју власт, а Свјатославови синови изгубили су већину поседа.

## Породица
Свјатослав се женио два пута. Прва жена звала се Цецилија. Удала се за Свјатослава између 1043. и 1047. године. Портрет Свјатослава и његове породице из 1073. године приказује да је имао петорицу синова од којих су четворица били одрасли. Прва ћерка Свјатослава и Цецилије звала се Вишеслава. Најстарији син звао се Глеб и касније ће постати владар Тмуторакана и Новгорода. Други син звао се Олег I. Касније ће постати принц од Чернигова. Трећи син, Давид Свјатославич, родио се око 1051. године.
Друга Свјатославова жена звала се Ода. Свјатослав ју је оженио око 1065. године. Родила му је сина Јарослава који ће касније постати принц Чернигова. Након Свјатославове смрти, Ода и њен син склонили су се у Свето римско царство чији је цар, Хенрик III, био Один рођак.

## Породично стабло
|  |                             |  |  |  |  |  |  |  |  |  |  |  |  |  |  |  |
|  | 16. Игор Рјурикович         |  |  |  |  |  |  |  |  |  |  |  |  |  |  |  |
|  |                             |  |  |  |  |  |  |  |  |  |  |  |  |  |  |  |
|  |                             |  |  |  |  |  |  |  |  |  |  |  |  |  |  |  |
|  | 8. Свјатослав I Кијевски    |  |  |  |  |  |  |  |  |  |  |  |  |  |  |  |
|  |                             |  |  |  |  |  |  |  |  |  |  |  |  |  |  |  |
|  |                             |  |  |  |  |  |  |  |  |  |  |  |  |  |  |  |
|  | 17. Олга Кијевска           |  |  |  |  |  |  |  |  |  |  |  |  |  |  |  |
|  |                             |  |  |  |  |  |  |  |  |  |  |  |  |  |  |  |
|  |                             |  |  |  |  |  |  |  |  |  |  |  |  |  |  |  |
|  | 4. Владимир I Велики        |  |  |  |  |  |  |  |  |  |  |  |  |  |  |  |
|  |                             |  |  |  |  |  |  |  |  |  |  |  |  |  |  |  |
|  |                             |  |  |  |  |  |  |  |  |  |  |  |  |  |  |  |
|  | 9. Malusha                  |  |  |  |  |  |  |  |  |  |  |  |  |  |  |  |
|  |                             |  |  |  |  |  |  |  |  |  |  |  |  |  |  |  |
|  |                             |  |  |  |  |  |  |  |  |  |  |  |  |  |  |  |
|  | 2. Јарослав Мудри           |  |  |  |  |  |  |  |  |  |  |  |  |  |  |  |
|  |                             |  |  |  |  |  |  |  |  |  |  |  |  |  |  |  |
|  |                             |  |  |  |  |  |  |  |  |  |  |  |  |  |  |  |
|  | 10. Рогволод                |  |  |  |  |  |  |  |  |  |  |  |  |  |  |  |
|  |                             |  |  |  |  |  |  |  |  |  |  |  |  |  |  |  |
|  |                             |  |  |  |  |  |  |  |  |  |  |  |  |  |  |  |
|  | 5. Рогнеда од Полоцка       |  |  |  |  |  |  |  |  |  |  |  |  |  |  |  |
|  |                             |  |  |  |  |  |  |  |  |  |  |  |  |  |  |  |
|  |                             |  |  |  |  |  |  |  |  |  |  |  |  |  |  |  |
|  | 1. Свјатослав II Јарославич |  |  |  |  |  |  |  |  |  |  |  |  |  |  |  |
|  |                             |  |  |  |  |  |  |  |  |  |  |  |  |  |  |  |
|  |                             |  |  |  |  |  |  |  |  |  |  |  |  |  |  |  |
|  | 12. Ерик Победнички         |  |  |  |  |  |  |  |  |  |  |  |  |  |  |  |
|  |                             |  |  |  |  |  |  |  |  |  |  |  |  |  |  |  |
|  |                             |  |  |  |  |  |  |  |  |  |  |  |  |  |  |  |
|  | 6. Олаф Шетконунг           |  |  |  |  |  |  |  |  |  |  |  |  |  |  |  |
|  |                             |  |  |  |  |  |  |  |  |  |  |  |  |  |  |  |
|  |                             |  |  |  |  |  |  |  |  |  |  |  |  |  |  |  |
|  | 3. Ингегерд Олофсдотер      |  |  |  |  |  |  |  |  |  |  |  |  |  |  |  |
|  |                             |  |  |  |  |  |  |  |  |  |  |  |  |  |  |  |
|  |                             |  |  |  |  |  |  |  |  |  |  |  |  |  |  |  |
|  | 7. Естрид од Бодрића        |  |  |  |  |  |  |  |  |  |  |  |  |  |  |  |
|  |                             |  |  |  |  |  |  |  |  |  |  |  |  |  |  |  |
|  |                             |  |  |  |  |  |  |  |  |  |  |  |  |  |  |  |